# 卡洛里山脈

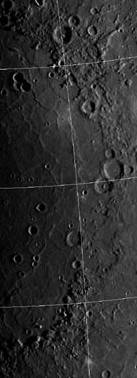
卡洛里山脈

卡洛里山脈（拉丁語：Caloris Montes，直譯為熱的山脈）是位於水星的一個山脈，中心座標位於39°24′N 187°12′W / 39.4°N 187.2°W。

## 概要
卡洛里山脈是由一系列丘陵和山谷組成的山脈，自位於水星莎士比亞區（H-3）的卡洛里盆地外環向東北方延伸超過1000公里。該山脈包含了眾多高1到2公里，長度約10到50公里的直線型地塊，大部分都是自卡洛里盆地中心向外放射狀延伸，並且被崎嶇不平的坑底、徑向的槽和溝狀結構分離。這些地塊的表面相當崎嶇，並且在沿著卡洛里盆地內部邊緣處最明顯可見，因為當地是面向盆地內坡度極大的斷崖，讓地塊向外逐漸分裂得更小。卡洛里山脈標誌了在卡洛里盆地周圍最突出環狀結構的高峰，該區域位於18°N，184.5°E（FDS 229）附近，被認為是由遭到來自卡洛里盆地得晚期深處噴發物覆蓋的撞擊前基岩組成。較內側區域邊緣大約是撞擊後凹陷區域的外部邊界。
卡洛里山脈與月球的「雨海雕塑」類似。一般認為這種線狀表面地形是因為在撞擊形成大撞擊盆地後噴發物二次撞擊造成凹陷有關，使行星或衛星表面在撞擊盆地形成期間產生破裂和斷裂。卡洛里山脈是唯一由形成卡洛里盆地的撞擊事件在卡洛里群的最內層地層產生的地形。
卡洛里山脈西南面有一個凹陷區域，目前仍不了解形成原因，但它在某些方面與月球雨海東側的凹陷區域類似，而該區域雨海撞擊坑環切過橙海邊緣。不過在水星上並沒有任何卡洛里盆地東側有形成於卡洛里盆地之前的撞擊坑證據。